# Сомы-гипоптопомы
Сомы-гипоптопомы (лат. Hypoptopoma) — род лучепёрых рыб из семейства кольчужных сомов, обитающий в Южной Америке.

## Описание
Общая длина представителей этого рода колеблется от 2,9 до 10,5 см. Всё тело покрыто костными пластинками. Голова сильно уплощена, напоминает лопату. Глаза довольно крупные, расположены по бокам головы. Рот представляет собой своеобразную присоску. Позади головы присутствуют широкие пластинки. Туловище удлинённое, хвостовой стебель сужается к концу. Скелет состоит из 26-29 позвонков. Спинной плавник довольно крупный, высокий, некоторые виды имеют один жёсткий луч. Грудные плавники длинные и умеренно широкие. Брюшные плавники несколько меньше анального. Хвостовой плавник усечённый с выемкой или разрезом.
Окраска серая или коричневая с различными оттенками. По основному фону разбросаны мелкие светлые крапинки или широкие поперечные полосы более тёмного цвета.

## Образ жизни
Это донные рыбы. Встречаются в зарослях осоки, которая растёт вдоль берегов спокойных, мутных рек. Значительную часть времени эти сомы «висят» на листьях, ветвях или стеблях растений. Питаются мягкими водорослями, которых всасывают ртом.

## Размножение
Самки откладывают светло-зелёную икру диаметром 1 мм на камни. Об икре заботятся самцы. Через 3 дня появляются мальки длиной 3 мм, а через сутки они становятся самостоятельными и могут плавать.

## Распространение
Обитают в бассейнах рек Парана, Парагвай, Ориноко, Мадейра и Амазонка в Бразилии, Венесуэле, Колумбии, Эквадоре, Перу, Боливии и Аргентине.

## Классификация
На апрель 2018 года род включает 15 видов:
- Hypoptopoma baileyi Aquino & Schaefer, 2010
- Hypoptopoma bianale Aquino & Schaefer, 2010
- Hypoptopoma brevirostratum Aquino & Schaefer, 2010
- Hypoptopoma elongatum Aquino & Schaefer, 2010
- Hypoptopoma guianense Boeseman, 1974
- Hypoptopoma gulare Cope, 1878
- Hypoptopoma incognitum Aquino & Schaefer, 2010
- Hypoptopoma inexspectatum (Holmberg, 1893)
- Hypoptopoma machadoi Aquino & Schaefer, 2010
- Hypoptopoma muzuspi Aquino & Schaefer, 2010
- Hypoptopoma psilogaster Fowler, 1915
- Hypoptopoma spectabile (Eigenmann, 1914)
- Hypoptopoma steindachneri Boulenger, 1895
- Hypoptopoma sternoptychum (Schaefer, 1996)
- Hypoptopoma thoracatum Günther, 1868